# Кётцер, Аманда
Аманда Кётцер (нем. Amanda Coetzer; родилась 22 октября 1971 года в Хупстаде, ЮАР) — южноафриканская теннисистка.
- Экс-3-я ракетка мира в одиночном разряде.
- Финалистка 1 турнира Большого шлема в женском парном разряде (US Open-1993).
- Полуфиналистка 5 турниров Большого шлема (3 — в одиночном разряде, 2 — в женских парах).
- Победительница 18 турниров WTA (9 — в одиночном разряде).
- Обладательница Кубка Хопмана (2000) в составе национальной сборной ЮАР.
- Финалистка Кубка Хопмана (1997) в составе национальной сборной ЮАР.

## Общая информация
Аманда — одна из четырёх дочерей Нико и Суски Кётцеров. Её сестёр зовут Изабель, Мартель и Никола.
В годы игровой карьеры она тренировалась в теннисном клубе в Хилтон-Хед-Айленде под руководством Гевина Хоппера. В последние годы карьеры её на турнирах сопровождала бывшая напарница по парным состязаниям Лори Макнил.
Вскоре после окончания игровой карьеры Аманда вышла замуж за голливудского продюсера Арнона Милчана (избранник был старше Кётцер на 26 лет).
За свой маленький рост и высокие спортивные результаты южноафриканка получила среди коллег и спортивных обозревателей прозвище «Маленькая Убийца».
В начале и середине 2000 годов Аманда помогала национальной федерации в развитии юниорского тенниса, проводя различные мастер-классы в местных школах и привлекая под своё имя спонсорские средства от различных компаний, представленных в регионе.
Кётцер владеет африкаансом, английским, немецким и французским языками.

## Спортивная карьера

### Личные турниры

#### Первые годы
Постепенно пройдя все ступени юниорского тенниса, к концу 1980-х южноафриканка доросла до юниорских турниров Большого шлема: три сезона на подобных соревнованиях не принесли титулов, но несколько раз Аманде удавалось добираться до четвертьфиналов турниров как в одиночном, так и в парном разряде.
Карьера Кётцер во взрослом туре началась в 1986 году с нескольких турниров южноафриканского тура. Ближайшие несколько лет южноафриканка постепенно привыкает к соперничеству на новом уровне, выигрывает несколько титулов на соревнованиях второстепенного тура и к лету 1988 года набирает достаточный рейтинг, чтобы дебютировать в квалификации взрослых турниров Большого шлема: первая же попытка едва не закончилась выходом в основу — в финале отбора Аманда уступила Сэнди Коллинз. Новые рейтинговые позиции открывают возможность играть более сильные по составу турниры — до конца года Аманда играет небольшие соревнования WTA, локальные победы в матчах отборочных и основных турниров которых позволяют ей закрепиться в середине второй сотни.
В 1989 году Кётцер начинает сезон на небольших домашних турнирах в конце зимы и постепенно набрав соревновательный ритм переезжает в Северную Америку, где играет серию крупных турниров WTA: имеющийся опыт позволяет играть на равных и обыгрывать всё более сильных соперниц: в Майами обыграна 38-я ракетка мира Эми Фразье, в Хилтон-Хеде взят сет у девятой ракетки мира Натальи Зверевой. Статус турниров увеличивает вес каждого выигранного матча в рейтинге, что позволяет южноафриканке к началу европейского грунта войти в число ста сильнейших теннисисток мира. На Roland Garros Аманда впервые играет основной турнир соревнования серии Большого шлема: выиграв один за другим три матча у не самых сильных соперниц она выходит в четвёртый круг, где уступает Аранче Санчес-Викарио. Оставшаяся часть сезона проходит в локальных победах, но в конце года Кётцер пробивается в полуфинал турнира в Альбукерке. переиграв в первом круге одну из сеяных — соотечественницу Розалин Нидеффер.
Начало основного сезона на соревнованиях в Америке некоторое время будет привычным: лишь в 1993 году Аманда впервые сыграла Australian Open и подготовительную к нему серию турниров. К этому моменту она, впрочем, уже боролась за места в Top20 и лишние пропуски статусных соревнований не имели большого смысла. В 1990-93-х годах Кётцер постепенно повышает уровень стабильности своих результатов: всё меньше играется квалификационных соревнований, а победы над игроками из посева на соревнованиях любого статуса становятся всё более регулярными. В конце 1991 года добыт первый финал турнира WTA в одиночном разряде: в Пуэрто-Рико на пути к титульному матчу обыграны Джиджи Фернандес и Сабина Аппельманс. В решающем матче южноафриканка сыграла с Жюли Алар, которой уступила в двух равных сетах. Успехи на местных кортах оказывают на Аманду положительное действие — полученная уверенность позволяет ей в следующем году перейти на новый уровень стабильности результатов на крупных турнирах: три четвертьфинала турниров первой категории позволяют к концу года отыграть пятьдесят мест в рейтинге и занять семнадцатую строчку. В марте, во время американского хардового сезона обыграна третья ракетка мира Габриэла Сабатини, а пару месяцев спустя — на грунтовом турнире в Риме — повержена тогдашняя пятая ракетка мира Дженнифер Каприати. В этом же году у Аманда всё более активно и результативно играет парные соревнования: за сезон южноафриканка четырёжды добирается до финалов соревнований WTA и дважды побеждает. Свои первые матчи проводит альянс Кётцер с Инес Горрочатеги, который позже станет серьёзной силой на соревнованиях любого статуса.

#### 1993-96
Выйдя на подобные рейтинговые позиции южноафриканка вскоре надолго закрепляется на них: в 1993 году Аманда сначала выигрывает свой дебютный титул (выиграв малопрестижное разминочное соревнование в Мельбурне, накануне Australian Open), а позже ещё многократно добирается до решающих стадий соревнований старших категорий (в том числе дважды сыграв в финалах турниров второй категории) из-за чего к концу года пробивается в число участниц Итогового турнира. Там Кётцер также не остаётся на вторых ролях, выбив в первом круге шестую сеяную Мэри-Джо Фернандес. Ещё более успешным, чем одиночный, становится парный год: играя с Горрочатеги и рядом других партнёрш Кётцер записывает на свой счёт множество полуфиналов турниров первой и второй категории, а на US Open в первый и последний раз в карьере во всех разрядах выходит в финал турнира Большого шлема: тот матч она и Инес уступили Аранче Санчес-Викарио и Хелене Суковой, до того переиграв Лори Макнил и Ренне Стаббс. В конце сезона аргентино-южноафриканский также отобрался и сыграл на Итоговом.
В следующие несколько лет Аманда стабилизирует свои одиночные результаты на этом уровне, из сезона в сезон стабильно проводя большинство крупных турниров, периодически обыгрывая игроков элитной десятки и сезон за сезоном отбираясь на Итоговое соревнование. Из крупных успехов в этот период можно отметить победу в первом круге Roland Garros-1994 над тогдашней шестой ракеткой мира Кимико Датэ, а также турнир высшей категории в Торонто, где удалось обыграть сразу трёх представительниц Top5 (Штеффи Граф во втором круге, Мари Пьерс в четвертьфинале и Яну Новотну в полуфинале). Локальные победы над лидерами, впрочем, до поры не приносили нового собственного качественного роста. Из менения в лучшую стороны стали происходить по ходу сезона-1996: Кётцер выигрывает сразу тринадцать матчей в рамках основных сеток турниров Большого шлема (в том числе побывав в полуфинале Australian Open), а также начинает более стабильно играть менее значимые соревнования.
Постепенный рост результатов в одиночном разряде заставляет менее активно играть парные соревнования: постепенно снижается сначала объём игр, а потом число побед в них. В 1993-94-х годах последний крупный успех на турнирах Большого шлема познал альянс Кётцер и Горрочатеги: девушки два года подряд играли в полуфинальной стадии Roland Garros, а в 1995 году выиграли единственный совместный титул первой категории регулярного тура — в Берлине, переиграв попутно Джиджи Фернандес и Наталью Звереву.

#### 1997—2004
В 1997 году Аманда провела свой лучший одиночный сезон: на Australian Open она второй год подряд дошла до полуфинала, попутно переиграв Штеффи Граф. После всплеска южноафриканка несколько недель не показывала особых результатов, проиграв на двух весенних хардовых турнирах первой категории в США уже в первом круге, но к началу грунтового сезона она вновь стала обретать свою лучшую форму: на связке соревнований на зелёном грунте были завоеваны четвертьфинал и полуфинал (попутно обыграны Яна Новотна и Аранча Санчес-Викарио), а затем удачно проводится и европейская грунтовая серия: на пяти из шести турниров (включая соревнования в Берлине и на Roland Garros) Аманда доходит до полуфинала. причём не просто пользуясь удачной сеткой, а сама обыгрывая лидеров посева: в этот период обыграна Кончита Мартинес и ещё два раза Штеффи Граф (за всю карьеру южноафриканка, в итоге, сможет взять у немки лишь четыре матча, но благодаря тому сезону она стала единственной, кто обыграл Штеффи в одном сезоне сразу на двух турнирах Большого шлема). До конца года Кётцер несколько снижает свои результаты, но регулярное участие в четвертьфиналах и полуфиналах турниров второй категории позволяет ей не только войти и удержаться в Top10, но к концу года взобраться на третью строчку рейтинга.
Не были забыты в 1997 году и парные соревнования: в марте, вместе с Анке Хубер, Аманда отметилась в полуфинале турнира в Майами, попутно выбив из сетки второй и пятый дуэт посева: Ларису Нейланд и Хелену Сукову, а также Николь Арендт и Манон Боллеграф.
В 1998 году одиночные результаты постепенно вернулись на привычный уровень: всё чаще южноафриканка не могла добраться на турнирах до поздних стадий, уступая игрокам, стоящим ниже неё в рейтинге. До игроков Top10 удалось добраться считанное число раз, но даже в этих немногочисленных попытках были одержаны две победы (над Кончитой Мартинес на US Open и над Аранчей Санчес-Викарио в Филадельфии). В начале апреля — на зелёном грунте Хилтон-Хеда — Аманде удалось выиграть самый статусный турнир своей одиночной карьеры. Несмотря на титул турнира первой категории на пути к этой победе она не встретила ни одного игрока Top10 (так соперница по финалу — румынка Ирина Спырля — была на тот момент двенадцатой ракеткой мира).
Парный год принёс второй в карьере финал соревнования первой категории: на римских кортах Кётцер вместе с Аранчей Санчес-Викарио. прошла несколько сильных парных сочетаний, уступив титул набирающему силу дуэту Вирхиния Руано Паскуаль / Паола Суарес.
Следующие несколько лет Аманда стабильно играет на уровне второй десятки рейтинга, периодически обыгрывая лидеров рейтинга и добираясь до поздних стадий разнообразных турниров и стабильно, девять лет подряд, отбираясь на итоговое соревнование ассоциации, где, правда, за все эти годы она смогла выиграть лишь два матча (к победе над Мэри-Джо Фернандес в 1993 году добавился выигрыш у Чанды Рубин в 2000 году).
Постепенно манера игры южноафриканки стала давать всё меньший результат, чему дополнительно стали помогать появившиеся локальные проблемы со здоровьем. В 2002 году она сразу шесть раз заканчивала турнир уже в первом круге и впервые за десятилетие не смогла закончить сезон в Top20. В следующие полтора года Кётцер постепенно подготавливает себя к мысли об окончании игровой карьеры. Весной 2004 года, выиграв на первых трёх турнирах лишь два матча, она объявляет об уходе из спорта.
В последние годы парной карьеры Аманда достаточно часто играла в дуэте с американкой Лори Макнил: девушки трижды доходили до финалов турниров WTA и взяли два титула. Лори завершила карьеру после US Open-2002, но некоторое время до и после этого выступала в качестве тренера Кётцер.

### Сборная и национальные турниры
Аманда представляла ЮАР на трёх теннисных турнирах в рамках Олимпийских игр. В 1992 году она участвовала лишь в одиночном соревновании, а четыре и восемь лет спустя Кётцер также выступала и в парном соревновании. Наиболее удачно было выступление участие южноафриканки на сиднейских играх: Аманда дошла до четвертьфинала, уступив Елене Докич.
В 1992 году Кётцер стала одной из ведущих теннисисток возрождённой сборной ЮАР в Кубке Федерации. За двенадцать лет, прошедших между первым и последним матчем Кётцер в этом турнире, она выиграла 25 матчей в одиночном разряде и шесть — в парном. Команда не добилось в этот период каких-то особых результатов, лишь несколько раз добравшись до сильнейшей восьмёрки турнира. Регулярность игр за сборную позволила Аманде в какой-то момент переписать рекорд команды по числу выигранных матчей (как суммарно, так и только в одиночных играх).
С 1993 по 2001 год Кётцер была бессменной женской частью национальной команды ЮАР в Кубке Хопмана. За этот период африканцы приняли участие в девяти турнирах, выиграв тринадцать матчевых встреч. Наиболее удачной была пара Аманды с Уэйном Феррейра: они провели вместе семь турниров и дважды (в 1997-м и 2000-м годах) добрались до титульного матча, со второй попытки победив в нём.

## Рейтинг на конец года
| Год  | Одиночный рейтинг | Парный рейтинг |
| 2004 | 280               |                |
| 2003 | 25                | 138            |
| 2002 | 21                | 71             |
| 2001 | 19                | 17             |
| 2000 | 11                | 27             |
| 1999 | 11                | 29             |
| 1998 | 17                | 35             |
| 1997 | 4                 | 31             |
| 1996 | 14                | 36             |
| 1995 | 19                | 30             |
| 1994 | 18                | 25             |
| 1993 | 15                | 20             |
| 1992 | 17                | 27             |
| 1991 | 67                | 156            |
| 1990 | 76                |                |
| 1989 | 63                | 297            |
| 1988 | 157               | 205            |
| 1986 | 199               | 399            |

## Выступления на турнирах

### Выступление в одиночных турнирах

#### Финалы турнировWTAв одиночном разряде (21)

##### Победы (9)
| Легенда:                    |
| --------------------------- |
| Турниры Большого Шлема (0)  |
| Олимпиада (0)               |
| Итоговый чемпионат года (0) |
| 1-я категория (1+1)         |
| 2-я категория (1+3)         |
| 3-я категория (3+1)         |
| 4-я категория (4+3)         |
| 5-я категория (0+1)         |

| Титулы по покрытиям | Титулы по месту проведения матчей турнира |
| ------------------- | ----------------------------------------- |
| Хард (2)            | Зал (1)                                   |
| Грунт (6)           | Зал (1)                                   |
| Трава (0)           | Открытый воздух (8)                       |
| Ковёр (1)           | Открытый воздух (8)                       |

| №  | Дата             | Турнир                               | Покрытие | Соперница в финале      | Счёт        |
| 1. | 11 января 1993   | Мельбурн, Австралия                  | Хард     | Наоко Савамацу          | 6-2 6-3     |
| 2. | 20 сентября 1993 | Nichirei International Championships | Хард     | Кимико Датэ             | 6-3 6-2     |
| 3. | 9 мая 1994       | Прага, Чехия                         | Грунт    | Оса Карлссон            | 6-1 7-6(14) |
| 4. | 21 апреля 1997   | Будапешт, Венгрия                    | Грунт    | Сабина Аппельманс       | 6-1 6-3     |
| 5. | 20 октября 1997  | Люксембург                           | Ковёр(i) | Барбара Паулюс          | 6-4 3-6 7-5 |
| 6. | 30 марта 1998    | Хилтон-Хед, США                      | Грунт    | Ирина Спырля            | 6-3 6-4     |
| 7. | 15 мая 2000      | Антверпен, Бельгия                   | Грунт    | Кристина Торренс Валеро | 4-6 6-2 6-3 |
| 8. | 26 февраля 2001  | Акапулько, Мексика                   | Грунт    | Елена Дементьева        | 2-6 6-1 6-2 |
| 9. | 24 февраля 2003  | Акапулько, Мексика (2)               | Грунт    | Мариана Диас-Олива      | 7-5 6-3     |

##### Поражения (12)
| №   | Дата             | Турнир                  | Покрытие | Соперница в финале    | Счёт           |
| 1.  | 21 октября 1991  | Сан-Хуан, Пуэрто-Рико   | Хард     | Жюли Алар             | 5-7 5-7        |
| 2.  | 22 февраля 1993  | Индиан-Уэллс, США       | Хард     | Мэри-Джо Фернандес    | 6-3 1-6 6-7(6) |
| 3.  | 21 февраля 1994  | Индиан-Уэллс, США (2)   | Хард     | Штеффи Граф           | 0-6 4-6        |
| 4.  | 14 августа 1995  | Торонто, Канада         | Хард     | Моника Селеш          | 0-6 1-6        |
| 5.  | 16 октября 1995  | Брайтон, Великобритания | Ковёр(i) | Мэри-Джо Фернандес    | 4-6 5-7        |
| 6.  | 19 февраля 1996  | Оклахома-Сити, США      | Хард(i)  | Бренда Шульц-Маккарти | 3-6 2-6        |
| 7.  | 22 сентября 1997 | Лейпциг, Германия       | Ковёр(i) | Яна Новотна           | 2-6 6-4 3-6    |
| 8.  | 1 февраля 1999   | Toray Pan Pacific Open  | Ковёр(i) | Мартина Хингис        | 2-6 1-6        |
| 9.  | 22 февраля 1999  | Оклахома-Сити, США (2)  | Хард(i)  | Винус Уильямс         | 4-6 0-6        |
| 10. | 8 мая 2000       | Берлин, Германия        | Грунт    | Кончита Мартинес      | 1-6 2-6        |
| 11. | 9 апреля 2001    | Амелия-Айленд, США      | Грунт    | Амели Моресмо         | 4-6 5-7        |
| 12. | 16 февраля 2003  | Мемфис, США (3)         | Хард(i)  | Лиза Реймонд          | 3-6 2-6        |

#### Финалы турнировITFв одиночном разряде (7)

##### Победы (5)
| Легенда:         |
| ---------------- |
| 100.000 USD (0)  |
| 75.000 USD (0)   |
| 50.000 USD (0)   |
| 25.000 USD (2+2) |
| 10.000 USD (3)   |

| Титулы по покрытиям | Титулы по месту проведения матчей турнира |
| ------------------- | ----------------------------------------- |
| Хард (3)            | Зал (0)                                   |
| Грунт (2+2)         | Зал (0)                                   |
| Трава (0)           | Открытый воздух (5+2)                     |
| Ковёр (0)           | Открытый воздух (5+2)                     |

| №  | Дата          | Турнир                      | Покрытие | Соперница в финале | Счёт        |
| 1. | 7 марта 1988  | Хайфа, Израиль              | Хард     | Мариэлла Ройманс   | 3-6 6-4 6-4 |
| 2. | 14 марта 1988 | Ашкелон, Израиль            | Хард     | Мариэлла Ройманс   | 7-5 7-6     |
| 3. | 21 марта 1988 | Рамат-ха-Шарон, Израиль     | Хард     | Мариэлла Ройманс   | 6-3 6-1     |
| 4. | 6 июня 1988   | Модена, Италия              | Грунт    | Михаэла Фриммелова | 7-5 7-6     |
| 5. | 4 июля 1988   | Файхинген-на-Энце, Германия | Грунт    | Андреа Бетцнер     | 6-2 6-3     |

##### Поражения (2)
| №  | Дата            | Турнир             | Покрытие | Соперница в финале | Счёт        |
| 1. | 14 декабря 1987 | Порт-Элизабет, ЮАР | Хард     | Линда Барнард      | 6-4 1-6 1-6 |
| 2. | 20 декабря 1989 | Блумфонтейн, ЮАР   | Хард     | Линда Барнард      | 4-6 1-6     |

### Выступления в парном разряде

#### Финалы турниров Большого шлема в парном разряде (1)

##### Поражения (1)
| №  | Год  | Турнир  | Покрытие | Партнёрша        | Соперницы в финале                  | Счёт    |
| 1. | 1993 | US Open | Хард     | Инес Горрочатеги | Аранча Санчес-Викарио Хелена Сукова | 4-6 2-6 |

#### Финалы турнировWTAв парном разряде (23)

##### Победы (9)
| №  | Дата             | Турнир                               | Покрытие | Партнёрша        | Соперницы в финале                | Счёт           |
| 1. | 27 апреля 1992   | Таранто, Италия                      | Грунт    | Инес Горрочатеги | Рейчел Маккуиллан Радка Зрубакова | 4-6 6-3 7-6(0) |
| 2. | 26 октября 1992  | Сан-Хуан, Пуэрто-Рико                | Хард     | Элна Рейнах      | Джиджи Фернандес Кэти Ринальди    | 6-2 4-6 6-2    |
| 3. | 9 мая 1994       | Прага, Чехия                         | Грунт    | Линда Уилд       | Кристи Богерт Лаура Голарса       | 6-4 3-6 6-2    |
| 4. | 3 апреля 1995    | Амелия-Айленд, США                   | Грунт    | Инес Горрочатеги | Николь Арендт Манон Боллеграф     | 6-2 3-6 6-2    |
| 5. | 15 мая 1995      | Берлин, Германия                     | Грунт    | Инес Горрочатеги | Лариса Савченко Габриэла Сабатини | 4-6 7-6(3) 6-2 |
| 6. | 16 сентября 1996 | Nichirei International Championships | Хард     | Мари Пьерс       | Пак Сон Хи Ван Шитин              | 6-1 7-6(5)     |
| 7. | 21 апреля 1997   | Будапешт, Венгрия                    | Грунт    | Александра Фусаи | Ева Мартинцова Елена Пампулова    | 6-3 6-1        |
| 8. | 19 февраля 2001  | Оклахома-Сити, США                   | Хард(i)  | Лори Макнил      | Джанет Ли Винна Пракуся           | 6-3 2-6 6-0    |
| 9. | 10 сентября 2001 | Байя, Бразилия                       | Хард     | Лори Макнил      | Николь Арендт Патрисия Тарабини   | 6-7(8) 6-2 6-4 |

##### Поражения (14)
| №   | Дата             | Турнир                                   | Покрытие | Партнёрша             | Соперницы в финале                     | Счёт           |
| 1.  | 6 июля 1992      | Кицбюэль, Австрия                        | Грунт    | Вильтруд Пробст       | Алексия Дешом Флоренсия Лабат          | 3-6 3-6        |
| 2.  | 28 сентября 1992 | Тайбэй, Тайвань                          | Хард     | Камми Макгрегор       | Джо-Энн Фолл Джулия Ричардсон          | 6-3 3-6 2-6    |
| 3.  | 5 апреля 1993    | Амелия-Айленд, США                       | Грунт    | Инес Горрочатеги      | Мануэла Малеева Лейла Месхи            | 6-3 3-6 4-6    |
| 4.  | 30 августа 1993  | US Open                                  | Хард     | Инес Горрочатеги      | Аранча Санчес-Викарио Хелена Сукова    | 4-6 2-6        |
| 5.  | 20 сентября 1993 | Nichirei International Championships     | Хард     | Линда Уилд            | Лиза Реймонд Чанда Рубин               | 4-6 1-6        |
| 6.  | 1 ноября 1993    | Окленд, США                              | Ковёр(i) | Инес Горрочатеги      | Патти Фендик Мередит Макграт           | 2-6 0-6        |
| 7.  | 4 апреля 1994    | Амелия-Айленд, США (2)                   | Грунт    | Инес Горрочатеги      | Аранча Санчес-Викарио Лариса Савченко  | 2-6 7-6(6) 4-6 |
| 8.  | 18 сентября 1995 | Nichirei International Championships (2) | Хард     | Линда Уилд            | Линдсей Дэвенпорт Мэри-Джо Фернандес   | 3-6 2-6        |
| 9.  | 4 мая 1998       | Рим, Италия                              | Грунт    | Аранча Санчес-Викарио | Вирхиния Руано Паскуаль Паола Суарес   | 6-7(1) 4-6     |
| 10. | 22 февраля 1999  | Оклахома-Сити, США                       | Хард(i)  | Джессика Стек         | Лиза Реймонд Ренне Стаббс              | 3-6 4-6        |
| 11. | 26 апреля 1999   | Гамбург, Германия                        | Грунт    | Яна Новотна           | Лариса Савченко Аранча Санчес-Викарио  | 2-6 1-6        |
| 12. | 20 сентября 1999 | Toyota Princess Cup                      | Хард     | Елена Докич           | Кончита Мартинес Патрисия Тарабини     | 7-6(5) 4-6 2-6 |
| 13. | 8 мая 2000       | Берлин, Германия                         | Грунт    | Корина Морариу        | Кончита Мартинес Аранча Санчес-Викарио | 6-3 2-6 6-7(7) |
| 14. | 21 мая 2001      | Страсбург, Франция                       | Грунт    | Лори Макнил           | Сильвия Фарина-Элия Ирода Туляганова   | 1-6 6-7(0)     |

#### Финалы турнировITFв парном разряде (2)

##### Победы (2)
| №  | Дата         | Турнир                      | Покрытие | Партнёрша     | Соперницы в финале             | Счёт        |
| 1. | 4 июля 1988  | Файхинген-на-Энце, Германия | Грунт    | Линда Барнард | Эри Иида Мая Кидоваки          | 3-6 6-3 6-4 |
| 1. | 11 июля 1988 | Эрланген, Германия          | Грунт    | Линда Барнард | Трейси Роджерс Лиза Вирасекера | 6-2 6-0     |

### Выступления в командных турнирах

#### Финалы командных турниров (2)

##### Победы (1)
| №  | Год  | Турнир        | Команда                    | Соперник в финале                  | Счёт в финале |
| -- | ---- | ------------- | -------------------------- | ---------------------------------- | ------------- |
| 1. | 2000 | Кубок Хопмана | ЮАР · А.Кётцер, У.Феррейра | Таиланд · Т.Танасугарн, П.Шричапан | 3-0           |

##### Поражения (1)
| №  | Год  | Турнир        | Команда                    | Соперник в финале             | Счёт в финале |
| -- | ---- | ------------- | -------------------------- | ----------------------------- | ------------- |
| 1. | 1997 | Кубок Хопмана | ЮАР · А.Кётцер, У.Феррейра | США · Ч.Рубин, Дж. Гимельстоб | 1-2           |

## История выступлений на турнирах

### Одиночные турниры
| Турнир                 | 1988             | 1989             | 1990             | 1991             | 1992             | 1993             | 1994             | 1995             | 1996             | 1997             | 1998             | 1999             | 2000             | 2001             | 2002             | 2003             | 2004             | Итог   | В/П за карьеру |
| ---------------------- | ---------------- | ---------------- | ---------------- | ---------------- | ---------------- | ---------------- | ---------------- | ---------------- | ---------------- | ---------------- | ---------------- | ---------------- | ---------------- | ---------------- | ---------------- | ---------------- | ---------------- | ------ | -------------- |
| Турниры Большого Шлема |                  |                  |                  |                  |                  |                  |                  |                  |                  |                  |                  |                  |                  |                  |                  |                  |                  |        |                |
| Australian Open        | -                | -                | -                | -                | -                | 1Р               | 2Р               | 3Р               | 1/2              | 1/2              | 4Р               | 4Р               | 2Р               | 1/4              | 4Р               | 4Р               | 2Р               | 0 / 12 | 31-12          |
| Roland Garros          | -                | 4Р               | 1Р               | 2Р               | 3Р               | 2Р               | 4Р               | 2Р               | 4Р               | 1/2              | 1Р               | 1Р               | 3Р               | 3Р               | 1Р               | 1Р               | -                | 0 / 15 | 23-15          |
| Уимблдон               | К                | 1Р               | 2Р               | 2Р               | -                | 2Р               | 4Р               | 2Р               | 2Р               | 2Р               | 2Р               | 3Р               | 2Р               | 3Р               | 2Р               | 2Р               | -                | 0 / 15 | 19-15          |
| US Open                | К                | 1Р               | 1Р               | 1Р               | 3Р               | 3Р               | 1/4              | 1Р               | 1/4              | 4Р               | 1/4              | 1Р               | 3Р               | 1Р               | 3Р               | 3Р               | -                | 0 / 16 | 25-16          |
| Итог                   | 0 / 2            | 0 / 3            | 0 / 3            | 0 / 3            | 0 / 2            | 0 / 4            | 0 / 4            | 0 / 4            | 0 / 4            | 0 / 4            | 0 / 4            | 0 / 4            | 0 / 4            | 0 / 4            | 0 / 4            | 0 / 4            | 0 / 1            | 0 / 58 |                |
| В/П в сезоне           | 2-2              | 3-3              | 1-3              | 2-3              | 4-2              | 4-4              | 11-4             | 4-4              | 13-4             | 14-4             | 8-4              | 5-4              | 6-4              | 8-4              | 6-4              | 6-4              | 1-1              |        | 98-58          |
| Олимпийские игры       |                  |                  |                  |                  |                  |                  |                  |                  |                  |                  |                  |                  |                  |                  |                  |                  |                  |        |                |
| Летняя олимпиада       | -                | Не проводился    | Не проводился    | Не проводился    | 3Р               | Не проводился    | Не проводился    | Не проводился    | 2Р               | Не проводился    | Не проводился    | Не проводился    | 1/4              | Не проводился    | Не проводился    | Не проводился    | -                | 0 / 3  | 6-3            |
| Итоговый турнир года   |                  |                  |                  |                  |                  |                  |                  |                  |                  |                  |                  |                  |                  |                  |                  |                  |                  |        |                |
| Итоговый чемпионат WTA | -                | -                | -                | -                | -                | 1/4              | 1Р               | 1Р               | 1Р               | 1Р               | 1Р               | 1Р               | 1/4              | 1Р               | -                | -                | -                | 0 / 9  | 2-9            |
| Турниры 1-й категории  |                  |                  |                  |                  |                  |                  |                  |                  |                  |                  |                  |                  |                  |                  |                  |                  |                  |        |                |
| Токио                  | Не 1-я категория | Не 1-я категория | Не 1-я категория | Не 1-я категория | Не 1-я категория | -                | -                | -                | -                | 1/4              | 1/2              | Ф                | 1/4              | 2Р               | 2Р               | 1Р               | -                | 0 / 7  | 10-7           |
| Индиан-Уэллс           | НП               | Не 1-я категория | Не 1-я категория | Не 1-я категория | Не 1-я категория | Не 1-я категория | Не 1-я категория | Не 1-я категория | Не 1-я категория | 2Р               | 3Р               | 3Р               | 2Р               | -                | 1/4              | 1/4              | -                | 0 / 6  | 8-6            |
| Майами                 | -                | 3Р               | 2Р               | 2Р               | 1/4              | 4Р               | 4Р               | 4Р               | 3Р               | 2Р               | 4Р               | 1/4              | 1/4              | 4Р               | 4Р               | 2Р               | -                | 0 / 15 | 26-15          |
| Хилтон-Хед / Чарлстон  | Н1К              | Н1К              | -                | 2Р               | 3Р               | 1/4              | 3Р               | 3Р               | 2Р               | 1/4              | П                | 3Р               | 1/4              | 1/4              | 1/4              | 3Р               | -                | 1 / 13 | 28-12          |
| Берлин                 | -                | 2Р               | 1Р               | 3Р               | -                | -                | -                | 2Р               | 2Р               | 1/2              | 3Р               | 1Р               | Ф                | 1/4              | 1Р               | -                | -                | 0 / 11 | 17-11          |
| Рим                    | Н1К              | Н1К              | 2Р               | 2Р               | 1/2              | 3Р               | 2Р               | 3Р               | -                | 3Р               | 2Р               | 2Р               | -                | -                | -                | 2Р               | -                | 0 / 10 | 13-10          |
| Монреаль / Торонто     | Н1К              | Н1К              | -                | -                | 3Р               | 3Р               | 3Р               | Ф                | 3Р               | 1/4              | 3Р               | 1/4              | 2Р               | 3Р               | 3Р               | 3Р               | -                | 0 / 12 | 22-12          |
| Москва                 | Не проводился    | Не проводился    | Не проводился    | Не проводился    | Не проводился    | Не проводился    | Не проводился    | Не проводился    | Н1К              | -                | -                | -                | -                | -                | 1/2              | 1Р               | -                | 0 / 2  | 3-2            |
| Цюрих                  | Не 1-я категория | Не 1-я категория | Не 1-я категория | Не 1-я категория | Не 1-я категория | -                | -                | -                | 1Р               | 2Р               | 1/4              | 1/4              | 2Р               | 2Р               | 2Р               | 1Р               | -                | 0 / 8  | 7-8            |
| Филадельфия            | Не проводился    | Не проводился    | Не проводился    | Н1К              | Н1К              | 1/4              | 1Р               | 1Р               | Не 1-я категория | Не 1-я категория | Не 1-я категория | Не 1-я категория | Не 1-я категория | Не 1-я категория | Не 1-я категория | Не 1-я категория | Не 1-я категория | 0 / 3  | 2-3            |
| Бока-Ратон             | Не 1-я категория | Не 1-я категория | Не 1-я категория | 2Р               | 1/2              | Не 1-я категория | Не 1-я категория | Не 1-я категория | Не проводился    | Не проводился    | Не проводился    | Не проводился    | Не проводился    | Не проводился    | Не проводился    | Не проводился    | Не проводился    | 0 / 2  | 5-2            |
| Статистика за карьеру  |                  |                  |                  |                  |                  |                  |                  |                  |                  |                  |                  |                  |                  |                  |                  |                  |                  |        |                |
| Проведено финалов      | 0                | 0                | 0                | 1                | 0                | 3                | 2                | 2                | 1                | 3                | 1                | 2                | 2                | 2                | 0                | 2                | 0                |        | 23             |
| Выиграно турниров      | 0                | 0                | 0                | 0                | 0                | 2                | 1                | 0                | 0                | 2                | 1                | 0                | 1                | 1                | 0                | 1                | 0                |        | 9              |
| В/П: всего             | 43-12            | 26-17            | 16-19            | 20-19            | 37-17            | 42-19            | 37-19            | 32-22            | 32-24            | 61-26            | 32-23            | 37-25            | 46-25            | 32-21            | 30-22            | 27-19            | 2-3              |        | 568-337        |
| Σ % побед              | 78 %             | 61 %             | 46 %             | 51 %             | 69 %             | 69 %             | 67 %             | 59 %             | 57 %             | 70 %             | 58 %             | 60 %             | 65 %             | 60 %             | 58 %             | 59 %             | 40 %             |        | 63 %           |

К — проигрыш в отборочном турнире.

### Парные турниры
| Турнир                 | 1989  | 1991  | 1992  | 1993          | 1994          | 1995          | 1996  | 1997          | 1998          | 1999          | 2000  | 2001          | 2002          | 2003          | Итог   | В/П за карьеру |
| ---------------------- | ----- | ----- | ----- | ------------- | ------------- | ------------- | ----- | ------------- | ------------- | ------------- | ----- | ------------- | ------------- | ------------- | ------ | -------------- |
| Турниры Большого Шлема |       |       |       |               |               |               |       |               |               |               |       |               |               |               |        |                |
| Australian Open        | -     | -     | -     | 1Р            | 3Р            | -             | 3Р    | 1Р            | 3Р            | 2Р            | 3Р    | -             | 1/4           | 2Р            | 0 / 9  | 13-9           |
| Roland Garros          | 1Р    | 1Р    | 2Р    | 1/2           | 1/2           | 1Р            | 2Р    | 2Р            | -             | 1Р            | 1Р    | 1Р            | 2Р            | 1Р            | 0 / 13 | 12-11          |
| Уимблдон               | -     | -     | -     | 1Р            | -             | 2Р            | 2Р    | 1Р            | 3Р            | 2Р            | 2Р    | 3Р            | 2Р            | -             | 0 / 9  | 9-8            |
| US Open                | -     | -     | 1Р    | Ф             | 3Р            | 1Р            | 2Р    | 2Р            | 1Р            | 2Р            | 3Р    | 2Р            | 1Р            | -             | 0 / 11 | 13-11          |
| Итог                   | 0 / 1 | 0 / 1 | 0 / 2 | 0 / 4         | 0 / 3         | 0 / 3         | 0 / 4 | 0 / 4         | 0 / 3         | 0 / 4         | 0 / 4 | 0 / 3         | 0 / 4         | 0 / 2         | 0 / 42 |                |
| В/П в сезоне           | 0-1   | 0-1   | 1-1   | 9-4           | 8-3           | 1-3           | 5-4   | 2-3           | 4-3           | 3-4           | 5-4   | 3-3           | 3-4           | 0-1           |        | 45-39          |
| Олимпийские игры       |       |       |       |               |               |               |       |               |               |               |       |               |               |               |        |                |
| Летняя олимпиада       | НП    | НП    | -     | Не проводился | Не проводился | Не проводился | 2Р    | Не проводился | Не проводился | Не проводился | 1Р    | Не проводился | Не проводился | Не проводился | 0 / 2  | 1-2            |
| Итоговый чемпионат WTA |       |       |       |               |               |               |       |               |               |               |       |               |               |               |        |                |
| Итоговый чемпионат WTA | -     | -     | -     | 1/4           | -             | -             | -     | -             | -             | -             | -     | 1/4           | -             | -             | 0 / 2  | 0-2            |

## Призовые за время выступлений вWTAтуре
| Год        | Одиночные титулы WTA | Парные титулы WTA | Призовые ($) | Место в рейтинге призовых |
| ---------- | -------------------- | ----------------- | ------------ | ------------------------- |
| 1991       | 0                    | 0                 | 70,293       | 82                        |
| 1992       | 0                    | 2                 | 164,962      | 30                        |
| 1993       | 2                    | 0                 | 478,108      | 12                        |
| 1994       | 1                    | 1                 | 361,791      | 14                        |
| 1995       | 0                    | 2                 | 327,481      | 19                        |
| 1996       | 0                    | 1                 | 376,732      | 17                        |
| 1997       | 2                    | 1                 | 701,994      | 11                        |
| 1998       | 1                    | 0                 | 557,093      | 14                        |
| 1999       | 0                    | 0                 | 486,120      | 18                        |
| 2000       | 1                    | 0                 | 593,357      | 14                        |
| 2001       | 1                    | 2                 | 560,857      | 19                        |
| 2002       | 0                    | 0                 | 415,386      | 27                        |
| 2003       | 1                    | 0                 | 323,176      | 36                        |
| 2004       | 0                    | 0                 | 39,811       | 207                       |
| За карьеру | 9                    | 9                 | 5,594,821    | 49                        |